# Сурдулица
Сурдулица (серб. Сурдулица) — населённый пункт городского типа в Пчиньском округе Сербии. Центр одноимённой общины.

## История
Сурдулица впервые упоминается в 1530 году в записях немецкого дипломата Бенедикта Курипешица. Освобождена от турок 23 января 1878 года. Во время Первой и Второй мировых войн аннексировалась Болгарией.  В ходе бомбардировок Югославии силами НАТО в 1999 году погибло 50 мирных жителей, 204 получили ранения.

## Население
Согласно переписи населения 2002 года, в городе проживало 10 914 человек (9108 сербов, 1176 цыган, 196 болгар и другие).
| Численность населения | Численность населения | Численность населения | Численность населения | Численность населения | Численность населения | Численность населения | Численность населения |
| 1948                  | 1953                  | 1961                  | 1971                  | 1981                  | 1991                  | 2002                  | 2011                  |
| --------------------- | --------------------- | --------------------- | --------------------- | --------------------- | --------------------- | --------------------- | --------------------- |
| 2971                  | 4032                  | 4769                  | 6493                  | 9538                  | 11357                 | 10914                 | 10888                 |

## Религия
В городе расположен храм Святого Великомученика Георгия (1897 год) Масурицко-Поляницкого архиерейского наместничества Враньской епархии Сербской православной церкви.